# Albert II d'Autriche
Pour les articles homonymes, voir Albert II et Albert de Habsbourg.
Albert II dit le Sage, né le 12 décembre 1298 au château de Habsbourg en Souabe et mort le 20 juillet 1358 à Vienne en Autriche est un prince de la maison de Habsbourg. Fils cadet du roi Albert Ier, il est duc d'Autriche de 1330 à sa mort, régnant conjointement avec son frère Othon sur les duchés d'Autriche proprement dit, de Styrie ainsi que sur les domaines de l'Autriche antérieure. Après le décès de Henri de Goritz, en 1335, les deux frères acquièrent aussi le duché de Carinthie.

## Biographie
Albert II est le fils du roi Albert Ier et de son épouse Élisabeth, fille du comte Meinhard de Goritz-Tyrol. À quelques mois de sa naissance, son père est élu roi des Romains et désigné comme successeur de Rodolphe Ier de Habsbourg. En 1308, Albert Ier est assassiné par son neveu Jean ; les duchés d'Autriche et de Styrie reviennent à deux fils aînés, Frédéric le Bel et Léopold Ier, lorsque la dignité royale du Saint-Empire passe à Henri VII de Luxembourg. Après le décès de Henri VII en 1313, Frédéric est élu roi des Romains en opposition à Louis IV de Wittelsbach, mais est vaincu à la bataille de Mühldorf en 1322.

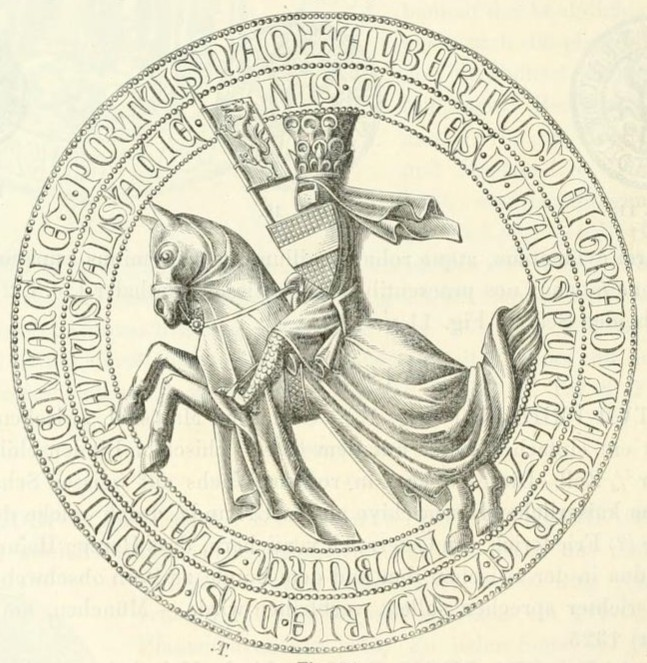
Le sceau du duc.

La famille des Habsbourg prévoit pour Albert II une carrière ecclésiastique. En 1313, encore mineur, il est élu prince-évêque de Passau mais est entré avec le chanoine Gebhard de Walsee[pas clair] de sorte qu'il doit finalement renoncer à sa fonction. En 1324, il se marie à Jeanne de Ferrette et s'empare ainsi du comté de Ferrette (Pfirt) en Alsace. 
À la mort de son frère aîné Frédéric le Bel le 13 janvier 1330, Albert II hérite du patrimoine familial, notamment les duchés d'Autriche et de Styrie ainsi que les alleux des Habsbourg situés principalement le long du Rhin Supérieur en Souabe. Il règne d'abord conjointement avec son frère cadet Othon. Les deux frères, par le traité de Haguenau, renoncent à toute prétention au royaume de Germanie et reconnaissent Louis IV de Wittelsbach comme empereur. En échange, ce dernier leur reconnaît des droits sur l'héritage à venir sur la maison de Goritz : l'État de Carinthie avec la marche de Carniole. Leur patrimoine s'accroît donc en 1335 après la mort d'Henri de Goritz. L'héritière d'Henri, Marguerite de Goritz, n'a pu garder que le comté de Tyrol.
En tant que prince du Saint-Empire, Albert II jouissait d'une grande considération. Non seulement il joue le rôle de médiateur dans le conflit qui oppose l'empereur Louis IV au pape Benoît XII, il sert également de médiateur dans le cadre des négociations entre Louis IV, Philippe VI de France et Édouard III d'Angleterre. Le duc est resté fidèlement attaché à l'empereur et à son fils Louis V de Bavière.
Othon meurt à son tour en 1339, laissant deux enfants mineurs qui meurent en 1344. 
En 1346, Albert II se rallie au nouvel empereur Charles IV après la destitution de Louis IV. En 1348-1349, Vienne est frappée par la peste noire et perd 40 000 habitants, soit entre 25 et 35 % de sa population. Albert doit intervenir pour protéger ses sujets juifs accusés par la rumeur populaire. Avant de mourir, il établit un règlement imposant à ses quatre fils de gouverner en commun.

## Mariage et descendance
Il épouse en 1324 Jeanne de Ferrette, fille du comte Ulrich III de Ferrette, qui lui donne :
- Rodolphe IV (1339-1365) ;
- Catherine (1342-1381), abbesse ;
- Marguerite (1346-1366), épouse (1) Meinhard III du Tyrol, et (2) Jean-Henri de Moravie ;
- Frédéric III (1347-1362) ;
- Albert III (1349-1395) : souche de la ligne albertine (ou branche albertinienne ; duché d'Autriche) qui accède aux trônes de Hongrie et de Bohême en 1437, puis de Germanie et des Romains en 1438, avec Albert V ;
- Léopold III (1351-1386) : souche de la ligne léopoldine (ou branche léopoldinienne ; Autriche intérieure, Autriche antérieure et Tyrol) qui accède à l'Empire avec Frédéric III en 1440/1452.